# 第10回有馬記念
第10回有馬記念（だい10かいありまきねん、芝コース、外回り、2600メートル）は、1965年12月26日に中山競馬場で施行された競馬の重賞競走である。
※馬齢は全て旧表記（数え年）にて表記

## レース施行時の状況
1965年の第10回、前年に戦後初の牡馬クラシック三冠を制し、その後も天皇賞・春は回避したものの、宝塚記念と天皇賞・秋を制し四冠馬となったシンザンは、ファン投票1位で有馬記念に駒を進めてきた。前週のオープン競走でクリデイの2着に敗れての連闘だった。有馬記念の前にシンザンをレースに出走させることを快く思っていなかった同馬の主戦騎手・栗田勝は、武田文吾調教師と揉め、自棄酒によって騎乗依頼をすっぽかしたことにより騎乗停止処分を受け、有馬記念でシンザン騎乗が不可能となってしまう。陣営は中山競馬場ということもあり、3年連続リーディングジョッキーになっていた関東の闘将・加賀武見に依頼するが、加賀は「シンザンに乗るよりもシンザンを倒したい」という考えから依頼を断り、急遽有馬参戦が決まっていたミハルカスに騎乗することとなった。結局ほかの関東の有力騎手とも折り合いがつかず、自厩舎の松本善登がシンザンに騎乗することになった。そのことから「無敵シンザンに死角あり」とマスコミから騒がれたが、当日は単勝オッズ1.1倍の圧倒的1番人気だった。
こうした状況でシンザンに挑む馬たちも見劣りしない。前走秋の天皇賞でシンザンの2着に敗れるまで7連勝を果たしていた関東の雄・ハクズイコウ。同じく前走秋の天皇賞で大逃げを打って3着に粘っているミハルカス。前年春の天皇賞と宝塚記念を制し、本年はやや衰えをみせたものの前走の京都記念を勝っているヒカルポーラ。本年は精彩を欠く走りが目立っていたが、前年の有馬記念優勝馬であり、連覇がかかるヤマトキヨウダイ。レース自体は8頭立てと少頭数ではあったが、このような見ごたえのあるメンバーが揃っていた。

## 出走馬と枠順
天候：曇、芝：稍重
| 枠番 | 馬番 | 競走馬名         | 性齢 | 斤量 | 騎手     | オッズ         | 調教師   |
| ---- | ---- | ---------------- | ---- | ---- | -------- | -------------- | -------- |
| 1    | 1    | ヒカルポーラ     | 牡7  | 55   | 高橋成忠 | 4番人気        | 佐藤勇   |
| 2    | 2    | クリデイ         | 牡4  | 54   | 森安重勝 | 7番人気        | 尾形藤吉 |
| 3    | 3    | ブルタカチホ     | 牡5  | 56   | 大崎昭一 | 6番人気        | 柴田寛   |
| 4    | 4    | シンザン         | 牡5  | 56   | 松本善登 | 1.1（1番人気） | 武田文吾 |
| 5    | 5    | ハクズイコウ     | 牡5  | 56   | 保田隆芳 | 2番人気        | 尾形藤吉 |
| 6    | 6    | ミハルカス       | 牡6  | 55   | 加賀武見 | 3番人気        | 小西喜蔵 |
| 7    | 7    | ウメノチカラ     | 牡5  | 56   | 森安弘明 | 8番人気        | 古賀嘉蔵 |
| 8    | 8    | ヤマトキヨウダイ | 牡6  | 55   | 野平祐二 | 5番人気        | 稲葉幸夫 |

## レース展開
レースはシンザンがいつものように後方中団から進めてきたが、最後の第4コーナーでミハルカスが逸走気味に大外へ膨れた。これはシンザンを負かすために加賀が考えた秘策で、末脚の切れ味が武器のシンザンに馬場の荒れている内側を通らせてその切れを鈍らせようと取った作戦だった。
しかし、加賀の思惑とは裏腹に松本はシンザンをミハルカスのさらに外、馬場の外ラチ沿いへと導いた。そのためテレビ中継のカメラの視界から消えた。しかし次にテレビカメラがシンザンの姿を捉えたとき、シンザンは外ラチ沿いから中山の坂を力強く駆け上がり、先頭でゴール板を駆け抜けていた。

## レース結果
競走成績は以下のとおり。
| 着順 | 枠番 | 馬番 | 競走馬名         | タイム | 着差      |
| ---- | ---- | ---- | ---------------- | ------ | --------- |
| 1    | 4    | 4    | シンザン         | 2:47.2 |           |
| 2    | 6    | 6    | ミハルカス       | 2:47.5 | 1 3/4馬身 |
| 3    | 3    | 3    | ブルタカチホ     | 2:47.6 | 1/2馬身   |
| 4    | 5    | 5    | ハクズイコウ     | 2:47.9 | 1 3/4馬身 |
| 5    | 8    | 8    | ヤマトキヨウダイ | 2:48.0 | 1/2馬身   |
| 6    | 1    | 1    | ヒカルポーラ     | 2:48.7 | 4馬身     |
| 7    | 2    | 2    | クリデイ         | 2:49.0 | 2馬身     |
| 8    | 7    | 7    | ウメノチカラ     | 2:49.1 | クビ      |

レース結果の出典はJRA公式サイト「第10回有馬記念」競走成績。

## データ

### 達成された記録
- シンザンは八大競走（当時）のうち、牝馬限定戦（桜花賞・優駿牝馬）と春の天皇賞[4]を除くすべてのレースを制覇し、日本競馬史上初の五冠馬となった。
- 当時オープン競走であった宝塚記念にも勝利しており、この有馬記念と併せて史上2頭目のグランプリ春秋連覇達成[5]、騎手が乗り代わっての達成は史上初[6]
- グレード制導入以前に東京[7]・京都[8]・阪神[9]・中山の4競馬場でGI級競走を制したのは、シンザンが唯一である[10]
  - シンザンはこれでGⅠ級競走6連勝を達成した事になり、グレード制導入後を含めると日本馬ではテイエムオペラオー・ロードカナロア・イクイノックスも達成しているが、このうちGⅠ級競走での生涯勝率10割を記録しているのはシンザンのみである[11]。
- 武田調教師はこれで史上2人目[12]の八大競走完全制覇を達成。これは2025年現在も2人しか達成していない記録である

### レースにまつわるエピソード
シンザンは有馬記念の1週間前にもオープン戦に出走して2着に敗れている。これには調教師の武田文吾がレースを調教代わりに使うという考えがあってのことだったが、主戦騎手であった栗田勝がこれに反発し、このオープン戦への騎乗をボイコット。その結果、オープン戦はそれまでオープン戦に3回騎乗していた弟弟子・武田博が、有馬記念は栗田の兄弟子・松本善登が騎乗することとなった。